# Julie Condra
Julie Michelle Condra-Dacascos (1 de Dezembro de 1970), algumas vezes conhecida apenas como Julie Condra é uma atriz tanto de televisão, como de cinema dos Estados Unidos. Ela nasceu em Ballinger, Texas e cresceu em San Antonio, Texas.

## Carreira
Em 1982 ela teve uma pequena participação no filme "Wrong is Right". O papel pelo qual Julie é mais conhecida, é o de Madeleine Adams no seriado "Anos Incríveis" (The Wonder Years).
Ela interpretou Madeleine em quatro episódios durante a quarta temporada de Anos Incriveis. Julie deixou o seriado para aparecer em Eerie, Indiana, um seriado da NBC, que não fez sucesso. Julie fez participações em vários outros seriados, como "Um Amor de Familia"(Married With Children) e Walker Texas Ranger.
Em 2000, ela apareceu no filme "A Tale of Two Bunnies", um filme sobre duas coelhinhas da Playboy da década de 1960.
Entre 1992 e 1995, Condra foi casada com o ator Brandon Douglas. Em 1998, Julie casou com o ator Mark Dacascos (com quem contracenou em Crying Freeman) e teve um filho com ele em 2000.

## Filmografia
- Nixon (1995) - Young Pat Nixon[1]